# Fibula

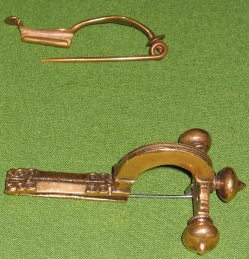

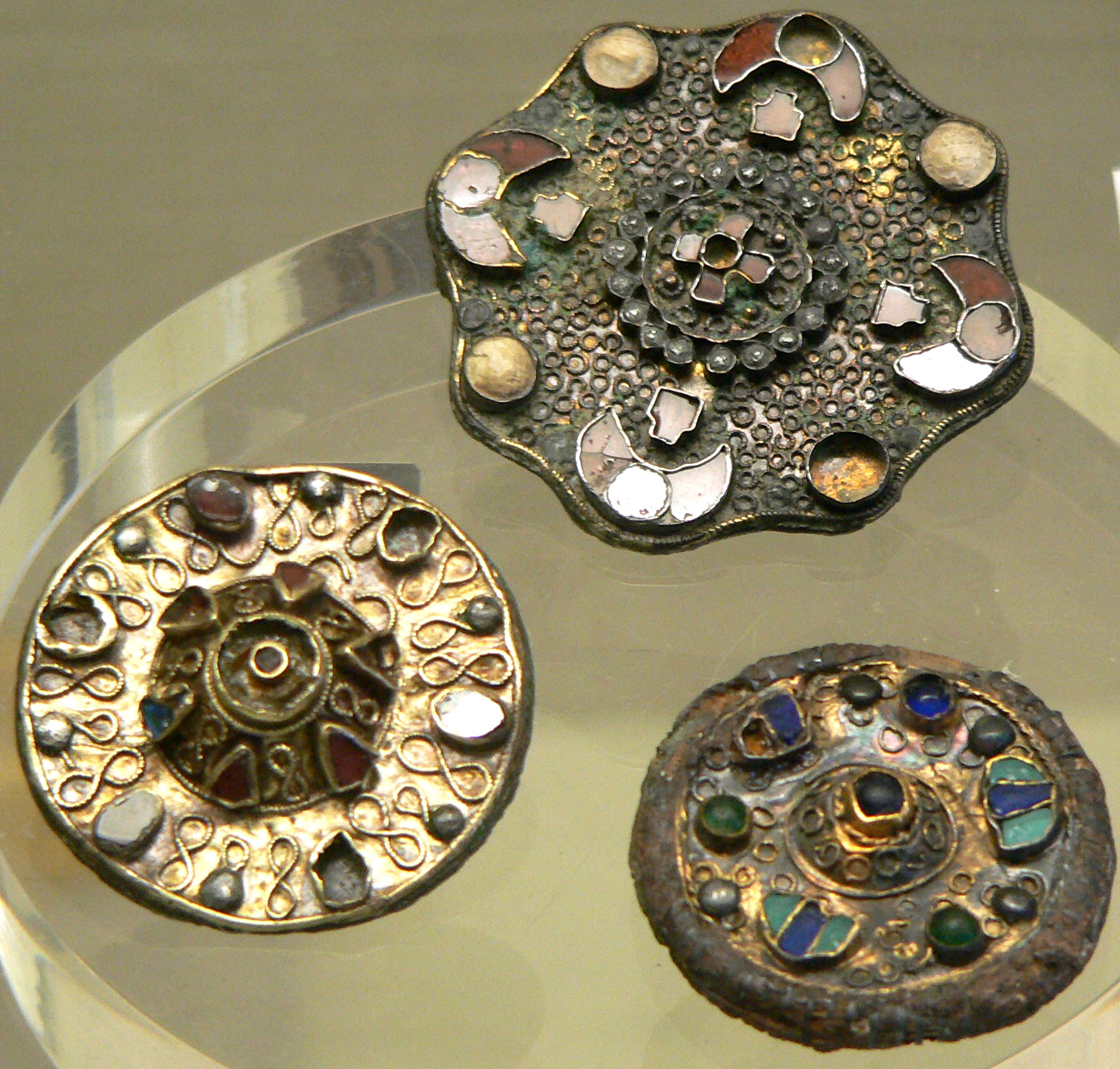
Meroving stílusú fibulák a Francia Nemzeti Könyvtár múzeumában

Fibula másként (tűs) ruhakapocs, csat, mellyel az ókorban általában a köpenyt vagy felsőruhát tűzték össze a vállon. A mai biztosítótűhöz hasonló elven működött.
Eredeti jelentése szerint megerősítő, összekapcsoló eszköz. A vaskortól jelen van a sírleletek között. Egyes kelta sírokban több — akár 6–10 — darabot is találtak a régészek. Az ókorban használata jellemző volt a görög világban, a Római Birodalomban, majd a germán törzseknél is. Díszítettsége, kifinomultsága arányban állt viselőjének gazdagságával, ez a jellegzetesség a „barbárok” körében még erősebben érvényesült mint a Birodalomban. Használata a középkorig folyamatos. 
Formája, díszítése időben és térben változatos; a régészetben használt tipológiája fokozatosan finomodott. Az európai fibulaformák meghatározására és keltezésére nagy hatással volt Oscar Almgren úttörő munkája. Az egyes fibulák fontos kormeghatározó eszközök és egyéb információforrások.